# Lucjusz Kassjusz Longinus Ravilla
Lucius Cassius Longinus Ravilla – trybun ludowy w roku 137 p.n.e., konsul w roku 127 p.n.e., cenzor w 125 p.n.e. Jako trybun doprowadził do uchwalenia lex Cassia tabellaria.
Sławę zdobył jako sędzia. Ze względu na surowość nazywany był "rafą oskarżonych" (scopulus reorum). Sformował pytanie cui bono? (pol. "na czyją korzyść?") jako zasadę kryminalnego dochodzenia.
W roku 113 p.n.e. prowadził słynny proces trzech westalek oskarżonych o incestum (złamanie ślubów czystości). Lucjusz Kasjusz skazał na śmierć wszystkie trzy kapłanki, a także ukarał ich licznych kochanków.